# 安娜·维托里亚
安娜·维托里亚·安热莉卡·克利马舍夫斯基·德阿劳若（葡萄牙語：Ana Vitória Angélica Kliemaschewsk de Araújo，2000年3月6日—），巴西女子足球运动员，场上位置是中场。她曾代表巴西国家队参加2024年夏季奥林匹克运动会女子足球比赛，获得一枚银牌。